# Costco
Costco je největší členský velkoobchodní řetězec ve Spojených státech amerických, který je založen na systému cash and carry. K červnu 2009 byl třetím největším velkoobchodníkem ve Spojených státech a devátým největším na světě a k říjnu 2007 byl největším prodejcem vína na světě.

## Umístění
Sídlo Costca se nachází ve washingtonském městě Issaquah, ale bylo založeno v nedalekém Kirklandu, který leží blízko Seattlu, kde se nachází nejstarší obchod společnosti. Costco také provozuje obchody v Kanadě, Spojeném království, Austrálii, Mexiku, na Tchaj-wanu, v Jižní Koreji, Japonsku a v celých Spojených státech.

## Historie
Společnost založili James Sinegal a Jeffrey Brotman 15. září 1983, kdy Costco otevřelo svůj první obchod v Seattlu. Zatímco Sinegal před založením pracoval pro pionýra v oboru Sola Price ve společnostech FedMart a Price Club, Brotman byl advokátem z obchodnické rodiny, takže znal prostředí. Na konci roku 2009 Sol Price zemřel, když mu bylo 93 let.
V roce 1993 Costco k sobě připojilo společnost Price Club. Společnost Costco byla kvůli Sinegalovým zkušenostem dost podobná Price Clubu, který v roce 1976 založili Sol a Robert Priceovi. Po spojení byla tedy nová společnost PriceCostco dvakrát tak velká, co obě společnosti, ze kterých vznikla, obsahovala 206 obchodů a obrat až 16 miliard dolarů. PriceCostco původně vedli zástupci obou společností, ale Sol a jeho syn Robert v roce 1994 založili společnost Price Enterprises a z PriceCostca odešli.
Před spojením společností se snažil Price Club spojit se společností Sam's Club zakladatel Wal-Martu, Sam Walton.
Prvním obchodem Price Clubu byl v roce 1976 starý hangár v San Diegu, který dříve patřil Howardu Hughesovi a který slouží jako obchod dodnes.
V roce 1997 se společnost přejmenovala na Costco Wholesale a všechny obchody Price Club byly změněny na Costco.

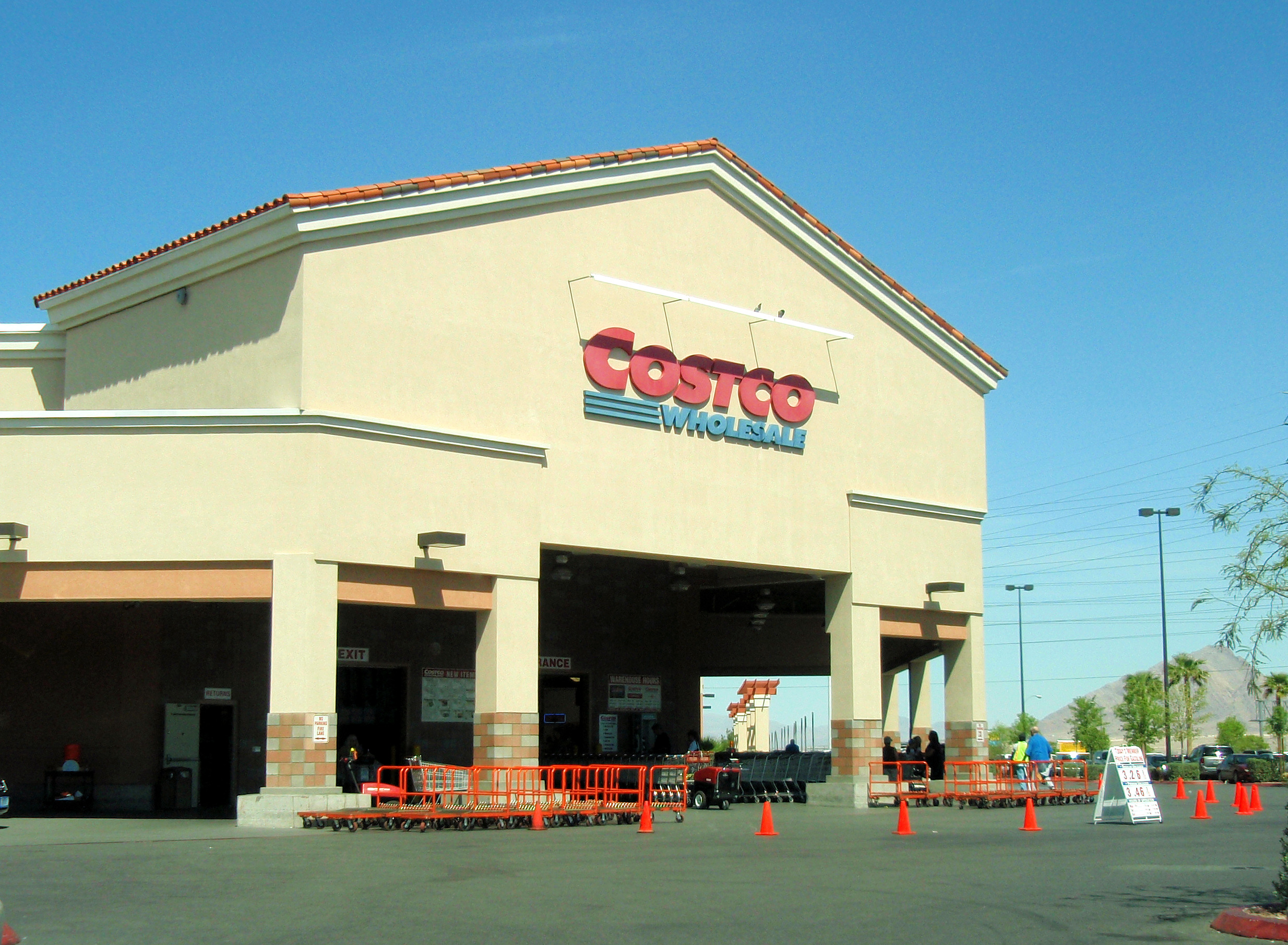
Costco v nevadském Hendersonu.

### Současnost
Ve Spojených státech jsou největšími konkurenty Costca společnosti Sam's Club a BJ's Wholesale Club. Přestože má Sam's Club více poboček, celkové obchody Costca jsou větší. Pro Costco pracuje asi 142 tisíc pracovníků na plný i částečný úvazek, včetně sezónních zaměstnanců. K září 2009 mělo Costco 55 milionů členů.
Costco bylo první společností, která dokázala do šesti let od svého založení zvýšit svůj obrat na tři miliardy dolarů. V daňovém roce, který končil na konci srpna 2009, měla obrat 71,42 miliardy dolarů s čistým ziskem 1,09 miliardy dolarů. V roce 2010 ji Fortune 500 umístil na pětadvacátém místě. Index spokojenosti amerických zákazníků ho pak v zimě 2008 zařadil na první místo mezi odbornými prodejnami.
K září 2010 se představenstvo společnosti, které vedl Jeffrey H. Brotman, skládalo z dalších tří představitelů společnosti Jamese Sinegala, W. Craiga Jelineka a Richarda A. Galantiho. Mezi jedenáct čestných členů správní rady patřili Ben Carson, Susan Decker, Daniel J. Evans, William H. Gates, Sr., Charlie Munger nebo Jeff Raikes.
V USA nejsou pobočky Costca otevřeny při sedmi svátcích: na Nový rok, o Velikonocích, na Memorial day, den nezávislosti USA, svátek práce, den díkůvzdání a na Vánoce.

## Obchodní strategie
Costco se zaměřuje na prodávání v dostupných cenách, často při velkém obsahu. Zboží je obvykle hromadně zabalené a prodávané především velkým rodinám a firmám. Costco neprodává výrobky různých značek, které jsou obsahově stejné, s výjimkou vlastní značky, Kirkland Signature, což nakonec vyústí ve větší schopnost snižování cen. Jestliže se vedení rozhodne, že je produkt příliš drahý, aby byl v Costcu prodáván, jednoduše ho vyřadí z nabídky. Například v listopadu 2009 přestalo Costco prodávat produkty firmy Coca-Cola, jelikož výrobce odmítl snížit velkoobchodní cenu. V prosinci 2009 ale Coca-Cola své rozhodnutí změnila a její výrobky se na pulty Costca vrátily. Costco dále šetří na taškách a balicím materiálu, takže si nakupující musí svůj nákup odnést domů ve vlastních taškách nebo krabicích.
V létě společnost šetří také na osvětlení prodejen, jelikož většina poboček je vybavena několika střešními okny. Ve dne se pak měří, kolik procent světla vnikne do prodejny právě střešními okny a odpovídající množství elektrických světel se vypne. V obvyklých letních dnech jsou světla v prostřední části obchodů všechna vypnuta.
Většina zboží je dovážena do obchodů na transportních paletách, na kterých, na rozdíl od normálních obchodů, je také prodávána.

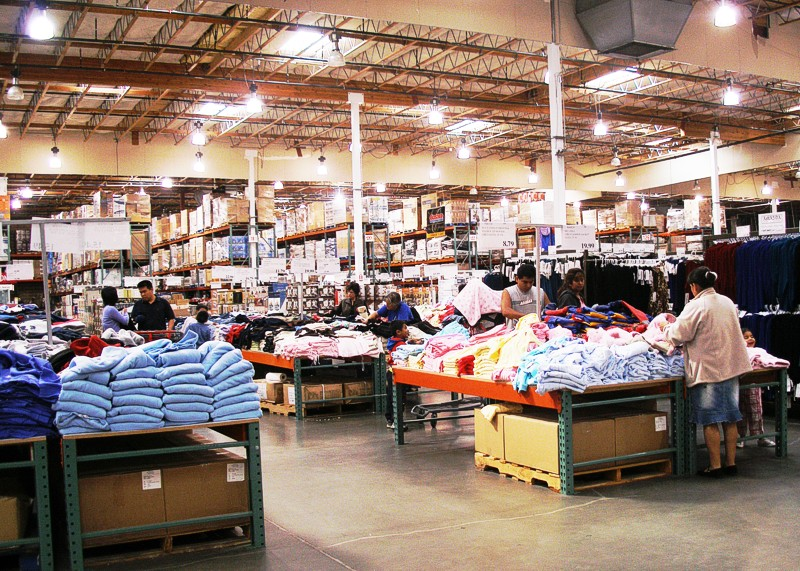
Typický interiér Costca

## Členství
Costco je otevřeno pouze členům a jejich hostům s výjimkou prodejny s lihovinami a čerpací stanice v některých státech kvůli státním zákonům a s výjimkou léků na recept v celých Spojených státech kvůli federálním zákonům. Členství musí být zaplaceno rok dopředu. Na internetových stránkách Costca se dá nakupovat i bez členství, ale pak zákazník zaplatí o pět procent více z původní ceny. Existují také karty Costco Cash Cards, se kterými mohou za původní ceny nakupovat i zákazníci bez členství. Americká a kanadská Costca přijímají pouze karty American Express, debetní karty s PIN kódem, hotovost, šeky a poukázky na koupi potravin. Costco povoluje členům pozvání dvou hostů na nákup, ale platit mohou pouze členové. V USA, Kanadě a Japonsku je American Express jedinou přijímanou kreditní kartu, jelikož společnost American Express vyžaduje nízký podíl ze zisku Costca. Webový portál costco.com přijímá také karty Visa, MasterCard a Discover, nebo účty Bill Me Later.
V listopadu 2009 stálo Zlaté a Obchodní členství 50 dolarů za rok, zatímco Manažerské členství stálo hned 100 dolarů ročně. Manažerské členství nabízí krom jiného například pojištění auta nebo tištění šeků. Dále také každý rok dostávají dvouprocentní odměnu ze všech nákupů kromě vybraných položek, jako např. benzin, tabák a v některých státech alkohol. Odměna může nabýt hodnoty až 500 dolarů.
V Kanadě stojí Zlaté členství 50 kanadských dolarů a Manažerské členství 100 kanadských dolarů ročně.
Ve Spojeném království stojí Obchodní členství 20 liber plus DPH a dostanou také kartu pro svého partnera. Lidé, kteří pracují pro National Health Service nebo jinou vládní organizaci musí míst odlišné členství, které stojí 25 liber.
V Austrálii stojí Obchodní členství 55 australských dolarů a Zlaté členství 60 dolarů ročně.
V Mexiku stojí Zlaté členství 400 mexických pes a Manažerské členství 1 000 pes ročně. V Mexiku je Costco otevřeno pouze pro členy a přijímá jen hotovost nebo karty Visa Electron, zatímco karty Visa a MasterCard přidávají do ceny 4 procenta.

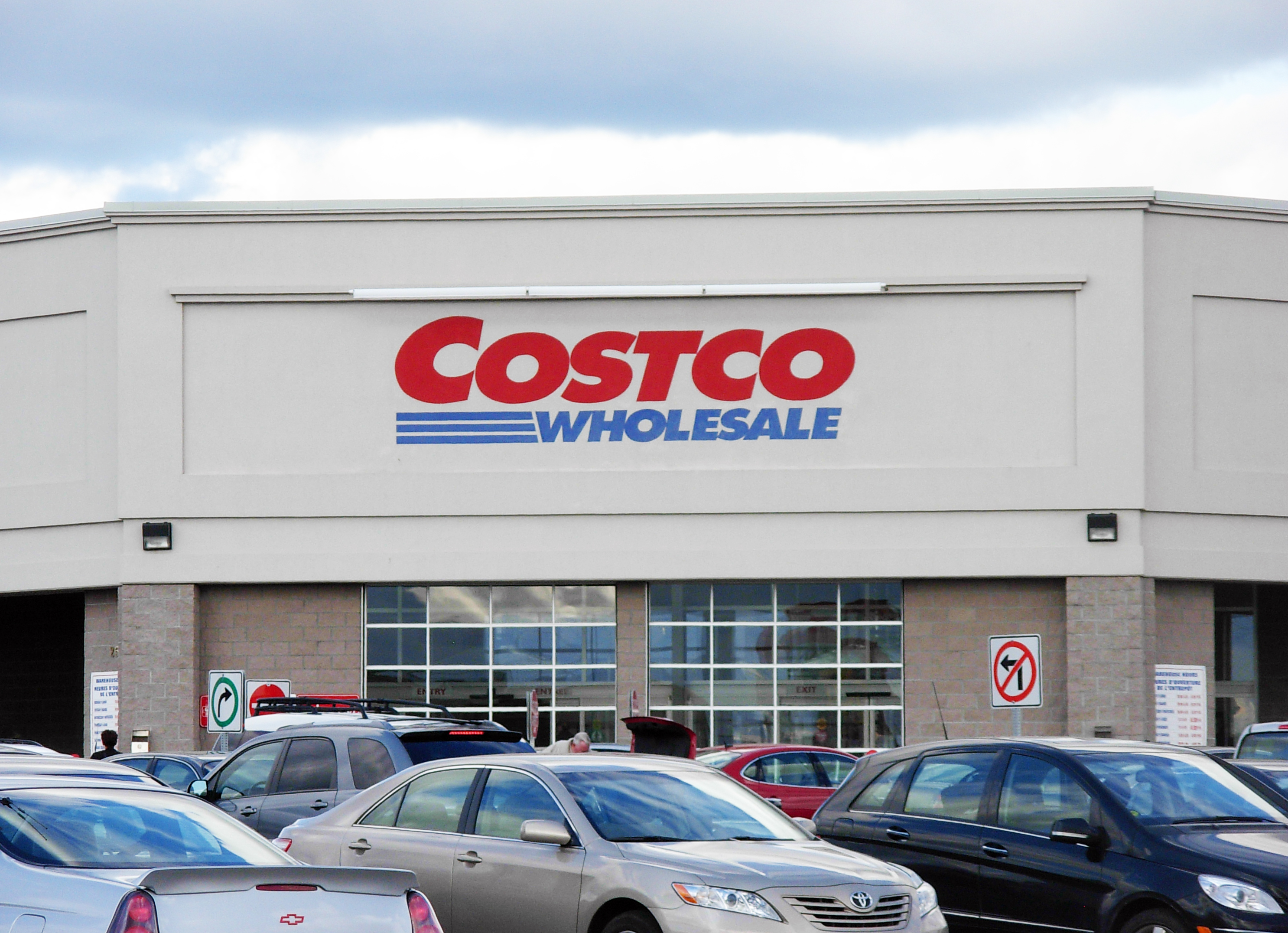
Costco v kanadském Monctonu.

## Politika

### Reklamace
Členství v Costcu mohou být prodána zpět firmě kdykoli před vypršením. Jinak je v záruce téměř všechno zboží, které Costco prodává a reklamace většinou netrvají příliš dlouho. Výjimkou jsou televize, projektory, počítače, fotoaparáty, videokamery, digitální přehrávače zvuku a mobilní telefony, jejichž reklamace trvá devadesát dní, ať už je její důvod jakýkoli. Costco také jednalo s výrobci na prodloužení záruky televizorů a počítačů na dva roky. Pro nové vlastníky elektroniky také nabízí zdarma asistenci při instalování, čímž se zabraňuje neporozuměním a špatnému nainstalování.

### Poukázky na nákup potravin ve Spojených státech
Do roku 2009 Costco nepřijímalo poukázky na nákup potravin. 14. března 2009 otiskly noviny Pittsburgh Post-Gazette vyjádření Jima Sinegala, který řekl, že v Costcu nenakupuje mnoho zákazníků, kteří používají tyto poukázky.
Kvůli ekonomické krizi a dubnovému rozhodnutí konkurenta BJ's Wholesale Clubu, že bude elektronické poukázky přijímat ve všech prodejnách, se Costco rozhodlo v červnu 2009 vyzkoušet poukázky ve dvou obchodech v New York City a podle úspěchu je rozšíří na zbytek newyorských poboček. Později společnost odhalila plány na rozšíření přijímání poukázek postupně v Michiganu, v kalifornském Velkém údolí a nakonec po celých Spojených státech.

### Platební karty Costco
Členové Costca si mohou zakoupit platební karty Costco Cash Cards, které mohou nabít penězi a pak nakupovat bez hotovosti ve všech prodejnách Costco ve Spojených státech a Austrálii. Jelikož čerpací stanice Costco přijímají pouze debetní karty, karty American Express a právě Costco Cash Cards, zákazníci musí před načerpáním pohonných hmot zakoupit kartu na pobočce. S Costco Cash Cards mohou nakupovat také ti, kteří nejsou členy Costca.

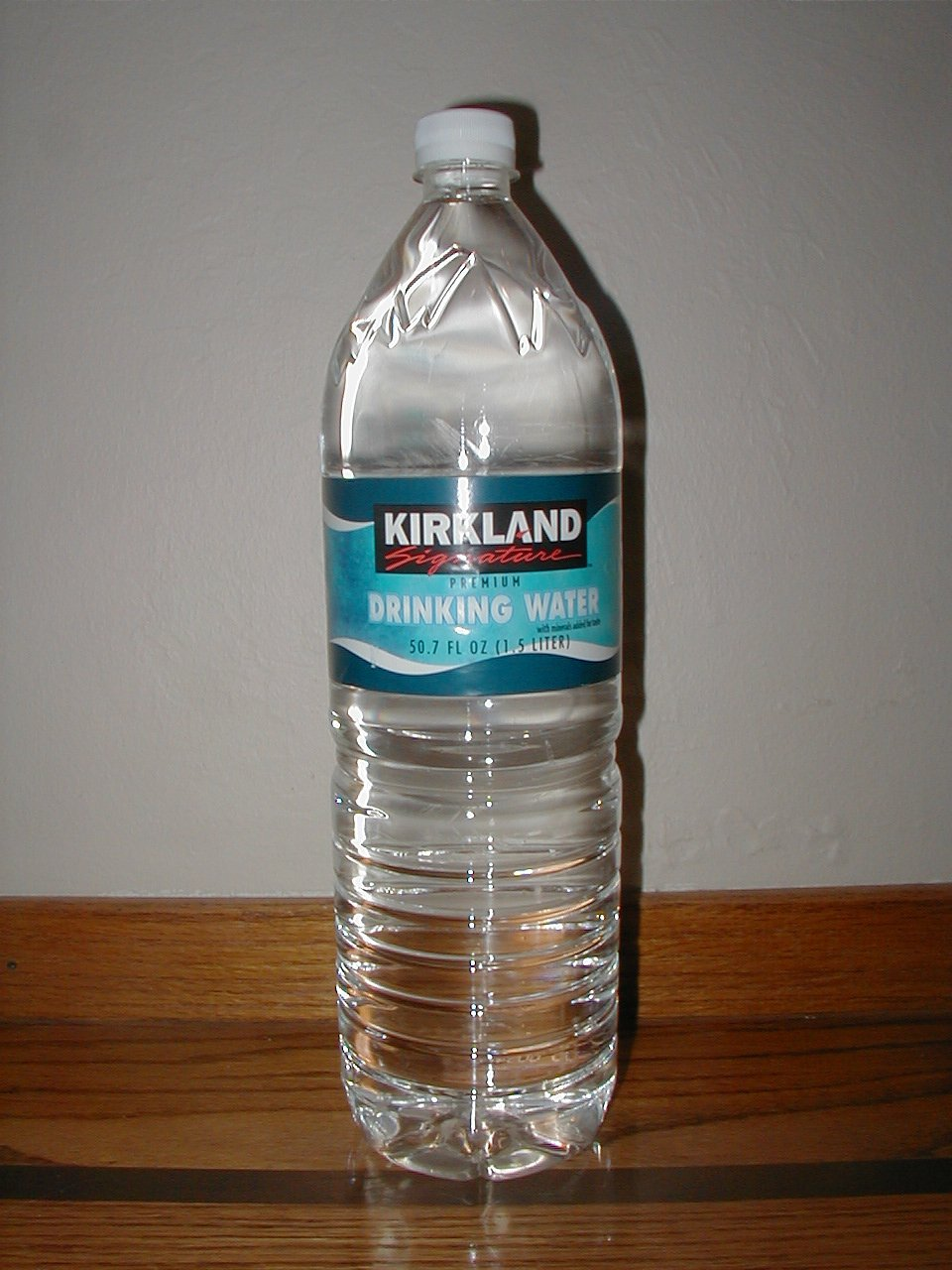
Voda značky Kirkland Signature.

## Výrobky
Costco od svého založení postupně rozšířilo paletu nabízených výrobků. Zpočátku prodávalo pouze výrobky zabalené v krabicích, ale nyní prodává také čerstvé plodiny, maso, mléčné výrobky, mořské potraviny, čerstvé pečivo, květiny, oblečení, knihy, počítačový software, domácí spotřebiče, solární panely, klenoty, pneumatiky, umělecká díla, víno nebo nábytek. U mnoha poboček se dají vyměnit pneumatiky, jsou tam lékárny, měření sluchu a zraku, vyvolávání fotografií a čerpací stanice. Měřit zrak si mohou nechat také ti, kteří nejsou členy Costca. Costco navíc nabízí i další oční služby a je čtvrtou největší sítí očních lékařů ve Spojených státech, ale kromě optometrie ji mohou využít pouze členové.
Některé pobočky mají obchody s alkoholem, které jsou často odděleny od hlavního obchodu kvůli omezením. V některých státech (např. Texas) musí obchod s lihovinami provozovat jiná společnost a obsluhovat ho zákazníci jiné společnosti. V roce 2006 se firma dostala do soudního sporu se státem Washington, když chtěla koupit víno přímo od výrobce, čímž obešla státní obchodní monopol. V Austrálii také záleží na tom, v jakém státě pobočka leží, ale ve státě Victoria se dokonce může alkohol prodávat v obchodech na regálech jako v Evropě, ale stále mají zdejší obchody oddělenou pokladnu pro lihoviny.

### Kirkland Signature
Kirkland Signature je značkou obchodu Costco, jejíž výrobky se dají koupit pouze na webových stránkách Costca a v prodejnách Costco, jelikož je ochrannou známkou společnosti Costco. Jméno je odvozeno ze skutečnosti, že řetězec obchodů měl mezi lety 1987 a 1996 sídlo ve městě Kirkland. Značka byla představena až v roce 1995 s myšlenkou nabízet vysokou kvalitu za zvýhodněnou cenu. Aby pak zabránila zákaznické zkušenosti, která příliš těmto značkám nevěří, tak se Kirkland Signature často spoléhá na co-branding, tedy že výrobek má i značku, které zákazníci věří.

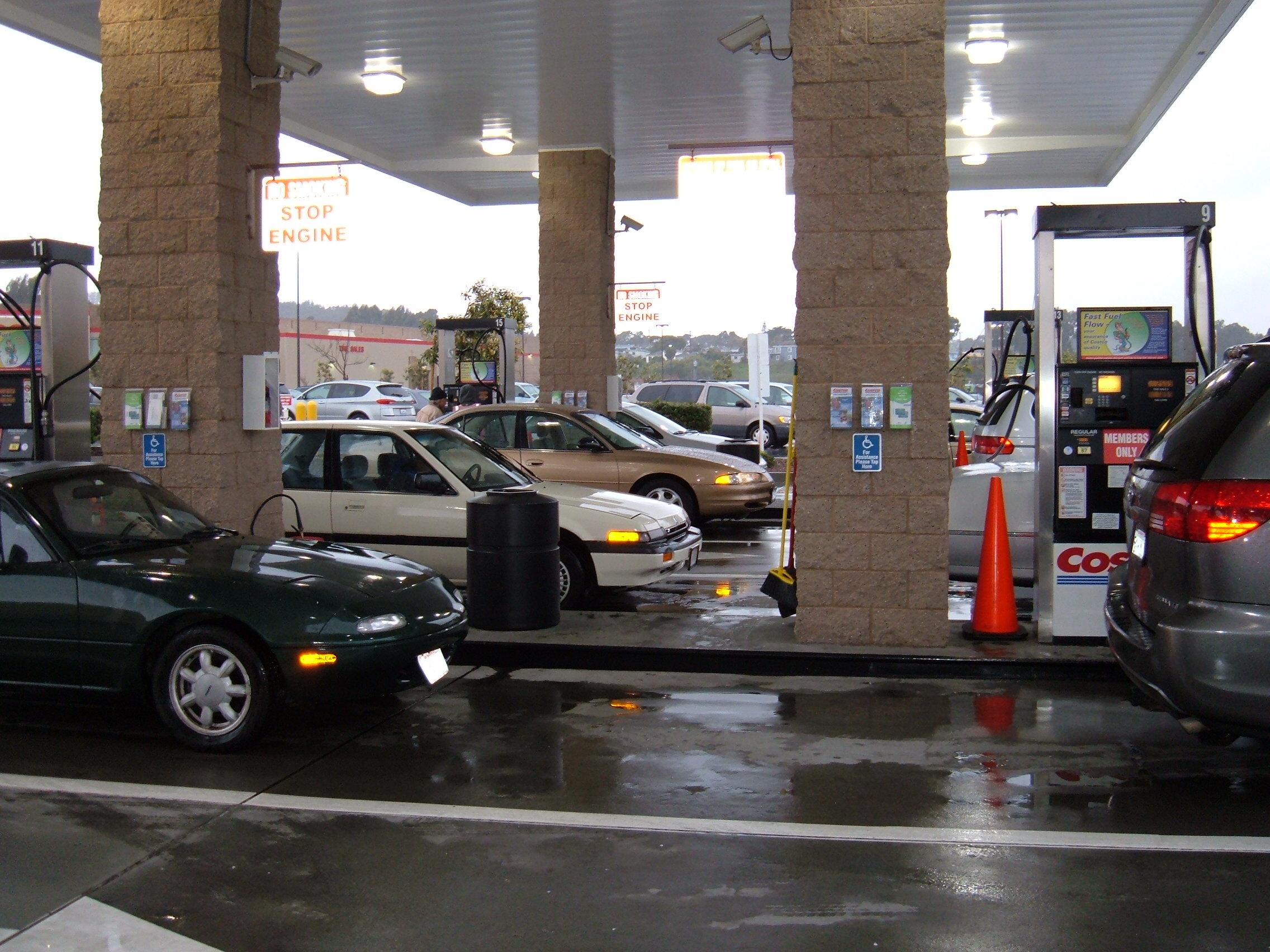
Čerpací stanice Costco v San Franciscu.

## Služby
Costco mělo v minulosti systém zakoupení nových aut, který členům umožňoval koupit auta za speciální ceny. Později byl ale zrušen, jelikož se nevědělo, zda vůbec pomáhá členům ušetřit peníze a čas. Costco s pomocí pojišťovny Ameriprise Financial nabízí pojištění auta a domu. V roce 2004 Costco prodávalo na své webové stránce originální dílo malíře Pabla Picassa, o něco později se do obchodu dostala také vína špičkové kvality Mouton Rothschild z roku 1982.
Costco Photo Center je multifunkční tiskárnou fotografií, která je dostupná v obchodech a na stránce costcophotocenter.com, která navíc nabízí volné neomezené místo pro digitální fotografie nynějším členům Costca. Od května nebo června 2010 nabízí Costco také nakladatelství knih a kalendářů, zatímco předtím spolupracovala se stránkou mypublisher.com.
Fotocentra Costco v obchodech nabízela různé služby, jako je tisk fotografií ve stejný den (pro určité velikosti/materiály) a online vyzvednutí objednávky. Tyto služby však již nejsou nabízeny na prodejně, protože všechna fotocentra v prodejně jsou 14. února 2021 uzavřena.

### E-shop
Podle výzkumu stránky compete.com navštívilo v roce 2008 stránku costco.com minimálně 58 milionů lidí. Costco vlastní tři webové stránky, costco.com pro Spojené státy, costco.ca pro Kanadu a costco.co.uk pro Spojené království.

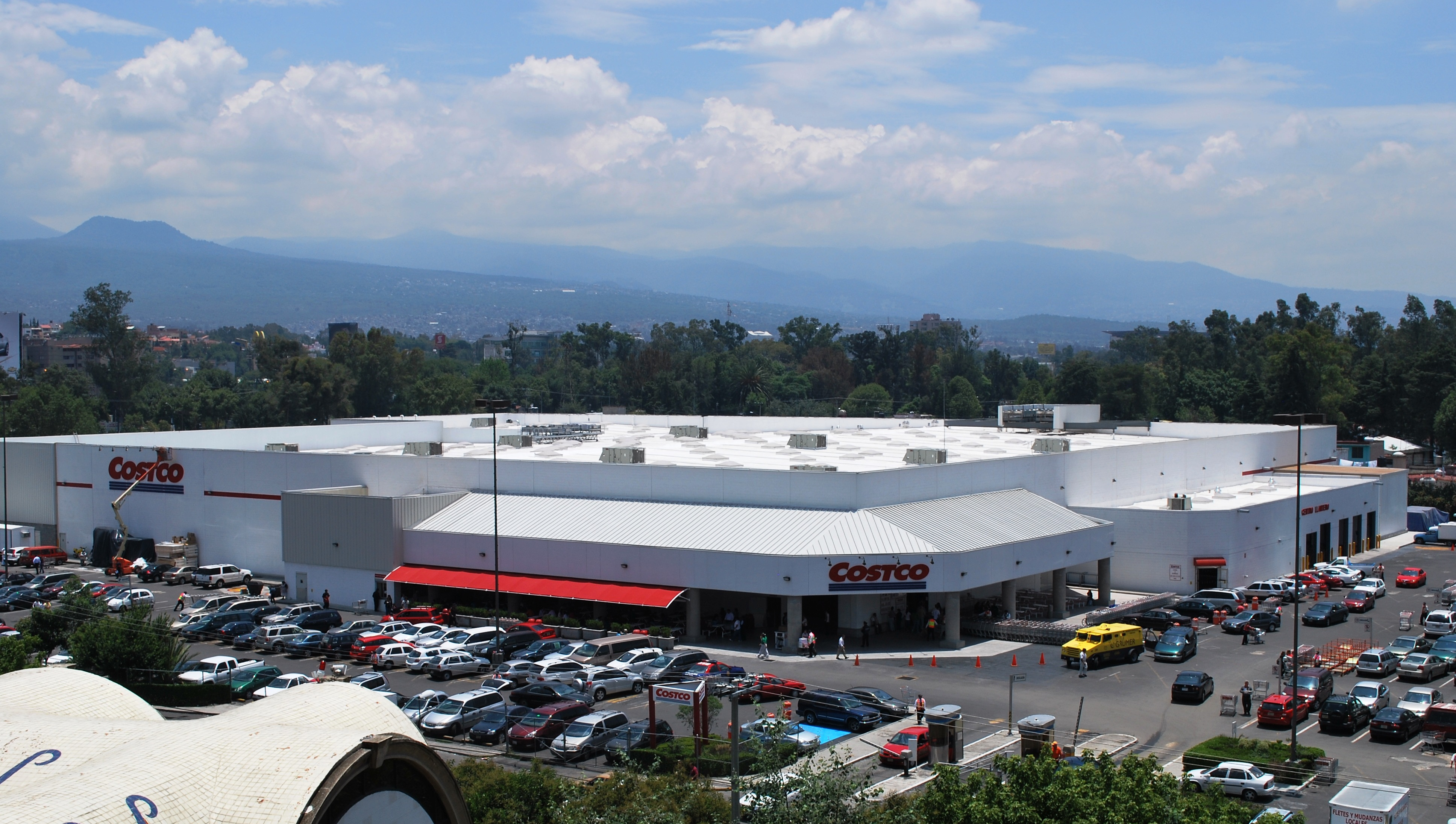
Costco na jihu Mexico City.

### Costco Travel
Costco Travel je cestovní kancelář, kterou celou vlastní společnost Costco Wholesale a která nabízí zájezdy členům ve Spojených státech. Byla založena v roce 2000 a její kanceláře se nacházejí vedle sídla společnosti v Issaquah. Společnost zaměstnává 290 profesionálů v oblasti cestovního ruchu, kteří jsou zaměstnanci Costca.
Cestovní kancelář nabízí zájezdy na Havajské ostrovy, do Mexika, ke Karibskému moři, do Evropy, do Orlanda, na jižní pobřeží Pacifiku, na Jihozápad USA a do Las Vegas. Také nabízí plavby, zájezdy s průvodci, zájezdy do zábavních parků, půjčení hausbótů nebo ubytování v hotelech. Pro členy s Manažerským členstvím mají nabízené služby další výhody.
Nabídky jsou dostupné členům Costca prostřednictvím obchodů, webové stránky, magazínu Costco Connection, týdenními e-maily a dalšími službami Costca.

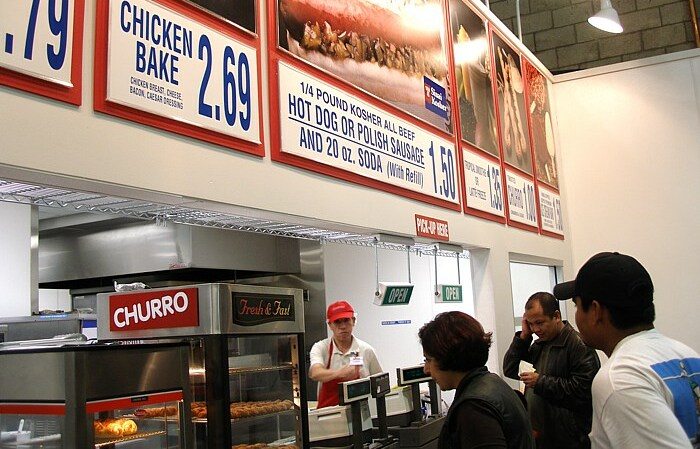
Stánek s občerstvením v Costcu v Mountain View.

### Občerstvení
Většina obchodů Costco obsahuje také stánek s občerstvením, který nabízí už od roku 1985 stogramový stoprocentní hovězí párek v rohlíku nebo klobásu a více než půllitrový nápoj s možností doplnění za jeden dolar a padesát centů. V Austrálii je párek v rohlíku z vepřového masa a stojí dva dolary padesát centů s velkou sodou. V Mexiku se prodává také vepřový párek v rohlíku s nápojem s možností doplnění za 25 mexických pes. Ve Spojeném království je hot dog hovězí a s „bezedným“ nápojem stojí jednu libru a padesát pencí. V roce 2008 prodala společnost ve svých stáncích s občerstvením více než 82 milionů stogramových hovězích hot dogů. Většina stánků nabízí také pizzu se sýrem, s pepřincem, s obojím, nebo vegetariánskou. Ledový jogurt (podobný zmrzlině) je podáván jako čokoládový, vanilkový nebo s oběma příchutěmi. Stánky dále nabízejí ovocné koktejly, moccacino, pečené kuře nebo nové pečené asadové maso (mexický protějšek barbecue), sendviče, krůtí wrap-sendviče, stočené churros (španělské koblihy protáhlého tvaru), kuřecí saláty, někde také gelato (tradiční italská zmrzlina) a hranolky. Kvůli nízké poptávce byly staženy preclíky, které byly nahrazeny právě churros. Nutriční hodnoty jídel prodávaných na stáncích s občerstvením jsou dostupná na oficiálním webu Costca. V dubnu 2010 některé obchody v USA a Kanadě přestaly nabízet Coca-Colu a nahradili ji Pepsi colou.

## Práce v Costcu
Zatímco některé bývalé obchody Price Clubu v Kalifornii a na Severovýchodě USA jsou obsluhovány Teamstery (příslušníky pracovní organizace Teamsters), většina filiálek Costco zůstává nesdružená. Tyto filiálky jsou revidovány vedením společnosti každé tři roky souběžně s podepsáním nového kontraktu na místech, kde platí kolektivní smlouva. Ve smlouvách se jedná o výhodách, kompenzacích, mzdách, disciplinárních řízeních, placených volnech a bonusech. V březnu 2011 byly mzdy v USA 11 až 21 dolarů za hodinu, v Kanadě 11 až 22 dolarů a ve Spojeném království 6 až 10 liber. V USA pak mělo 85% zaměstnanců zdravotní pojištění, pro porovnání Walmart a Target měly méně než padesát. Zaměstnanci, kteří předvádějí nabízené zboží zákazníkům (např. ochutnávky) jsou zaměstnáni jinou společností.

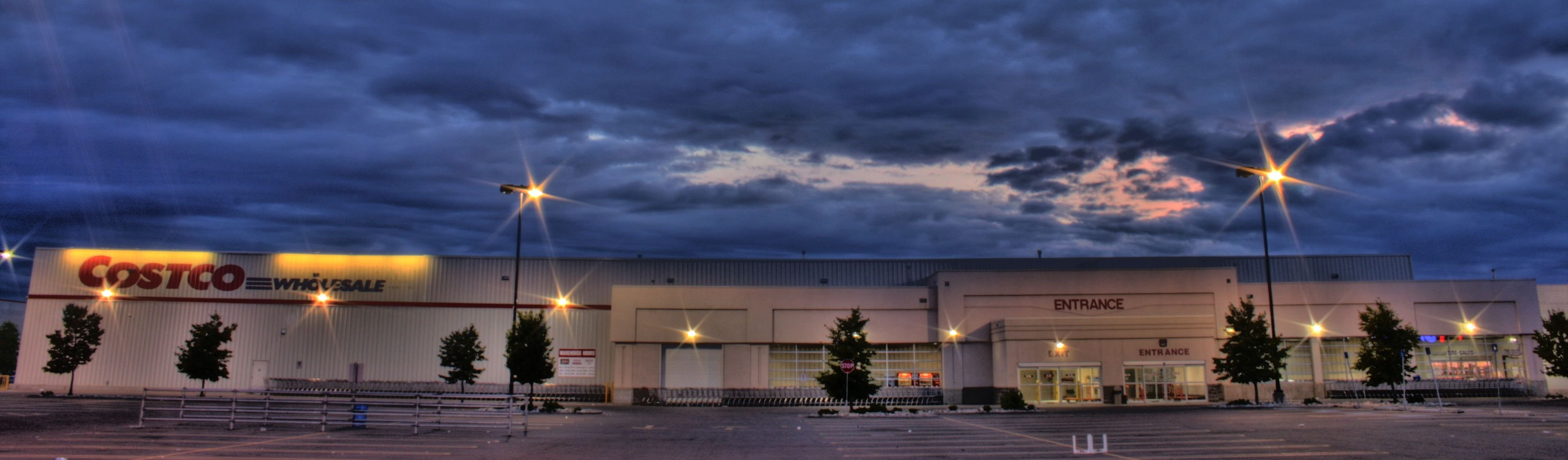
Costco v kanadském Edmontonu.

## Obchody mimo USA
Pobočky Costca mimo Spojené státy se podobají těm americkým, ať už se jedná o rozvržení, nápisy nebo také označení parkovišť. Menu na stáncích s občerstvením se liší podle místní kuchyně, v Kanadě se jedná o poutine, asijské a mexické obchody nabízí pizzu s mořským jídlem, v Japonsku a Jižní Koreji se prodávají škeblové polévky, ve Spojeném království pečené brambory a v Austrálii zapečené maso v těstě, velice malé, jak je místním zvykem.

Mapa zemí, ve kterých prodává Costco.

## Pobočky
Ke 3. září 2010 má Costco 572 poboček:
- 416 ve Spojených státech a Portoriku
- 79 v Kanadě
- 32 v Mexiku (ve spoluvlastnictví s Comercial Mexicana)
- 23 ve Spojeném království (nejnovější v Coventry)
- 8 v Japonsku
- 7 v Jižní Koreji
- 6 na Tchaj-wanu
- 3 v Austrálii (v Melbourne, Sydney a Canbeře)

V roce 2005 se největší pobočka Costca nacházela v oregonském Hillsboro.

## Další formáty
Costco experimentuje s ostatními formáty obchodů cash and carry. Od plánů na Costco Fresh, labužnický supermarket, bylo upuštěno v roce 2003. Členský supermarket měl zahrnovat lékárnu, pekařství, olivový pult, delikatesy, kavárnu, zahradní centrum a fotografické a optické oddělení, zatímco výrobky by byly zabaleny v menším množství než v obvyklém Costcu.

### Costco Business Center
Costco Business Center nabízí zboží pro restaurace, zboží do kanceláře a výhodné zboží. Zboží je prodáváno ve velkém i menším množství, obvykle má každá kategorie širší sortiment než v normálním Costcu, ale nenabízí oblečení, sportovní potřeby, klenoty a lékárenské výrobky. Dostupné je doručení zboží domů.
K září 2010 bylo v provozu osm Business Centrů, čtyři v Kalifornii (Commerce, Hawthorne, Hayward, San Diego), dva ve Washingtonu (Lynnwood, Fife) a po jednom ve Phoenixu a Las Vegas.

### Costco Home
Costco Home byl poprvé otevřen v roce 2002 ve washingtonském Kirklandu s účelem nabízet kombinaci cen a prostředí, které jsou v Costcu, se sortimentem dostupným v lepších obchodech s příslušenstvím pro byt či dům, jako Fortunoff nebo Crate & Barrel. Costco Home tedy prodávalo nábytek, kuchyňské potřeby a výrobky, nebo doplňky lepší kvality od výrobců jako Lexington, Polo Ralph Lauren nebo Waterford. Časem pak přibyla elektronika, kancelářský nábytek a venkovní nábytek. Při prodeji mobilních telefonů Costco spoléhalo na partnerství s kanadskou firmou Glentel.
Dne 2. dubna 2009 společnost oznámila, že uzavře obchody konceptu Costco Home, které byly v té době dva, v Kirklandu a v arizonském Tempe, a upustí od plánů na třetí obchod na pobřeží Pacifiku. Důvodem bylo podle společnosti omezení výdajů zákazníků na nabízené výrobky.